# Chaudun
Chaudun är en kommun i departementet Aisne i regionen Hauts-de-France i norra Frankrike. Kommunen ligger  i kantonen Oulchy-le-Château som ligger i arrondissementet Soissons. År 2022 hade Chaudun 244 invånare.

## Befolkningsutveckling
Antalet invånare i kommunen Chaudun
Referens: INSEE